# ويليويه سانت بيتر
ويليويه سانت بيتر هي أحد البلديات التسعة عشر في مدينة بروكسل عاصمة بلجيكا
تحتوي على غابات كبيرة و مساحات خضراء
تبلغ مساحتها حوالي 8.85 كيلومتر مربع
و رمزها البريدي 1150

## أعلام
- البارون إمبان
- هنري أورليان، كونت باريس
- الأميرة آن
- لوسيان هوفمان